# Revefenacina
La revefenacina, es vendida bajo la marca Yupelri, es un medicamento utilizado para el tratamiento a largo plazo de la enfermedad pulmonar obstructiva crónica. Este medicamento se utiliza inhalándolo en los pulmones. 
Los efectos secundarios de este medicamento incluyen tos, infección del tracto respiratorio superior, dolor de cabeza y dolor de espalda.  Otros efectos secundarios pueden incluir reacciones alérgicas, broncoespasmo y retención urinaria .  Es un antagonista muscarínico de acción prolongada.
Este medicamento fue aprobada para uso médico en los Estados Unidos en 2018.  No está disponible en el Reino Unido ni en Europa a partir de 2021.  En Estados Unidos cuesta alrededor de 1.100 dólares estadounidenses al mes.